# Расуль
Расу́ль (араб. رسول‎ — посланник), Расулюллах (посланник Бога) — исламский пророк (наби), которому было дано новое Писание и принесший новый закон. В отличие от расуля пророк (набий) не приносит новое Писание и закон, а лишь подтверждает то, с чем пришёл последний расуль. Расулями считаются пророки Нух, Ибрахим, Муса, Иса и Мухаммед.

## Термин
В исламе термин расуль используются в качестве приложения к имени пророка Мухаммеда. У него было два титула:
- Расуль аль-Акрам — самый выдающийся из всех пророков.
- Расуль ас-Сакалайн — посланник к людям и джиннам[1].

Термин расуль предполагает исполнение пророком Мухаммедом божественной миссии (рисаля) по проповеди «истинной веры». Признание пророка Мухаммеда расулем (посланником Аллаха), является одним из главных догматов ислама (см. шахада).
В 7 аяте суры Аль-Хашр говорится о необходимости подчинения расулям.

Добыча, которую Аллах вернул Своему Посланнику от жителей селений, принадлежит Аллаху, Посланнику, родственникам Пророка, сиротам, бедным и путникам, дабы не досталась она богатым среди вас. Берегите же то, что дал вам Посланник, и сторонитесь того, что он запретил вам. Бойтесь Аллаха, ведь Аллах суров в наказании.

Оригинальный текст (ар.)مَا أَفَاءَ اللَّهُ عَلَىٰ رَسُولِهِ مِنْ أَهْلِ الْقُرَىٰ فَلِلَّهِ وَلِلرَّسُولِ وَلِذِي الْقُرْبَىٰ وَالْيَتَامَىٰ وَالْمَسَاكِينِ وَابْنِ السَّبِيلِ كَيْ لَا يَكُونَ دُولَةً بَيْنَ الْأَغْنِيَاءِ مِنْكُمْ ۚ وَمَا آتَاكُمُ الرَّسُولُ فَخُذُوهُ وَمَا نَهَاكُمْ عَنْهُ فَانْتَهُوا ۚ وَاتَّقُوا اللَّهَ ۖ إِنَّ اللَّهَ شَدِيدُ الْعِقَابِ—  59:7 (Кулиев)